# Hudson's Hope
Hudson's Hope es un municipio distrital canadiense situado en la provincia de Columbia Británica.

## Superficie
Hudson's Hope tiene una superficie de 826,7 km².

## Demografía
En 2021, tenía 841 habitantes, una densidad poblacional de 1 hab./km², y 460 viviendas.